# Ginásio Sérgio Mauro Festugato
O Ginásio Sérgio Mauro Festugato é uma estrutura esportiva multiuso, localizada no município brasileiro de Cascavel, no estado do Paraná. Encontra-se dentro do Centro Esportivo Ciro Nardi.

## Histórico
Inaugurado em 1976, junto ao então Estádio Ciro Nardi, conta com quadra multiuso, arquibancadas para 3 500 pessoas, cabines de imprensa, vestiários, painel eletrônico e sistema de sonorização. 
Sua quadra com piso de madeira, tem a dimensão de 20x40 metros.
Foi totalmente remodelado em 2019.